# 31975 Johndean
31975 Johndean è un asteroide della fascia principale. Scoperto nel 2000, presenta un'orbita caratterizzata da un semiasse maggiore pari a 2,2981997 UA e da un'eccentricità di 0,1348350, inclinata di 5,94392° rispetto all'eclittica.